# سمعان الخراز
القديس سمعان الخراز ويعرف كذلك بسمعان الدباغ، عاش في القرن العاشر في مصر أيام حكم الخليفة المعز لدين الله الفاطمي وفي عهد بطريرك الأقباط أبرام السرياني (975 - 979 م)، ولا يعرف الكثير عن تفاصيل حياته. هو أحد قديسي الكنيسة القبطية الأرثوذكسية حيث تعزى له بحسب التقليد الكنسي معجزة نقل أو تحريك الجبل المقطم. المصادر التي تتحدث عنه هي بشكل عام مصادر كنسية قبطية.
يروي عنه التراث القبطي بأنه كان يعمل في دباغة الجلود وفي صناعة وتصليح الأحذية وكان رجلاً تقياً صالحاً، جاءت إلى دكانه يوماً امرأة لتعرض عليه حذاءها ليصلحه لها وبينما كانت تقوم بخلعه وقعت عينا سمعان على ساقها فاشتهاها، فللوقت قام بقلع عينه بالمخراز منفذاً بذلك بشكل حرفي إحدى وصاية المسيح التي يقول فيها : إن كانت عينك اليُمنى تعثرك، فإقلعها، وإلقها عنك.. لأنه خيرٌ لك أن يهلك أحد أعضائك، ولا يُلقى جسدك كله في جهنم." (متى 28:5 - 29). وعندما بلغ الأمر للكنيسة قرر الكهنة مسامحته على ما فعل لأنه قام بذلك ببساطة ودون فهم حقيقي لرمزية الوصية.

## نقل الجبل المقطم
بحسب الرواية الدينية فإن يعقوب بن كلس اليهودي الأصل وزير المعز لدين الله كان يعادي المسيحيين بشدة، وأما الخليفة فقد كان رجلاً محباً للمعرفة ولمجالس الأدب. فدعا هذا الأخير بطريرك الأقباط ليباحث اليهود في مسائل الدين في حضرته، لبى البطريرك الدعوة مصطحباً معه الأسقف ساويروس بن المقفع. وخلال النقاش اتهم ساويروس اليهود بالجهل مستشهداً بآية من سفر إشعياء تقول: "الثور يعرف قانيه، والحمار معلف صاحبه. أما إسرائيل فلا يعرف ! شعبي لا يفهم!" (إشعياء 1: 3). أثار ذلك غضب بن كلس الذي قرر مع أحد رفاقه الرد على المسيحيين من خلال تصيد ثغرة ما في كتبهم، وخلص بحثه إلى آية في العهد الجديد يخاطب فيها المسيح تلاميذه " لو كان لكم إيمان مثل حبة خردل، لكنتم تقولون لهذا الجبل انتقل من هنا إلى هناك فينتقل، ولا يكون شيء غير ممكن لديكم." (مت 20:17). عرض الوزير تلك الآية على الخليفة وطلب إليه أن يجبر المسيحيين إثبات زعم كتابهم هذا، راق اقتراحه للخليفة الذي كان يريد التخلص من الجبل الكائن شرق القاهرة، ومن ناحية أخرى فإن تملُص المسيحيين من تحقيق الآية الإنجيلية سيكون دليلا على بطلان دينهم ومعتقداتهم. بعث المعز للبطريرك يعلمه بطلبه مهدداً إياه إذما فشل بعواقب وخيمة ومنحه مهلة ثلاثة أيام لتنفيذ ذلك. قامت الكنيسة كلها في البلاد خلال تلك الفترة بالصوم والصلاة. تكمل الرواية الدينية القصة متحدثة عن ظهور مريم العذراء للبطريرك في صباح اليوم الثالث، أخبرته بأن يخرج ليرى رجلاً يحمل جرة ماء سيكون هو المختار للتتميم المعجزة على يديه. وعند تنفيذه لوصية العذراء وجد سمعان الخراز فكلمه بما حدث وأما هذا الأخير فقد طلب من البطريرك أن يبقى بين الشعب في اليوم المقرر لنقل الجبل ومن هناك سوف يقوم بالصلاة بينما يقوم البطريرك برسم علامة الصليب. وتم ذلك كما قال حيث وقعت زلزلة عظيمة وتحرك الجبل حتى بانت الشمس من تحته. بعد ذلك هرب الخراز لكي لا ينال المديح من أحد.

## اكتشاف قبره

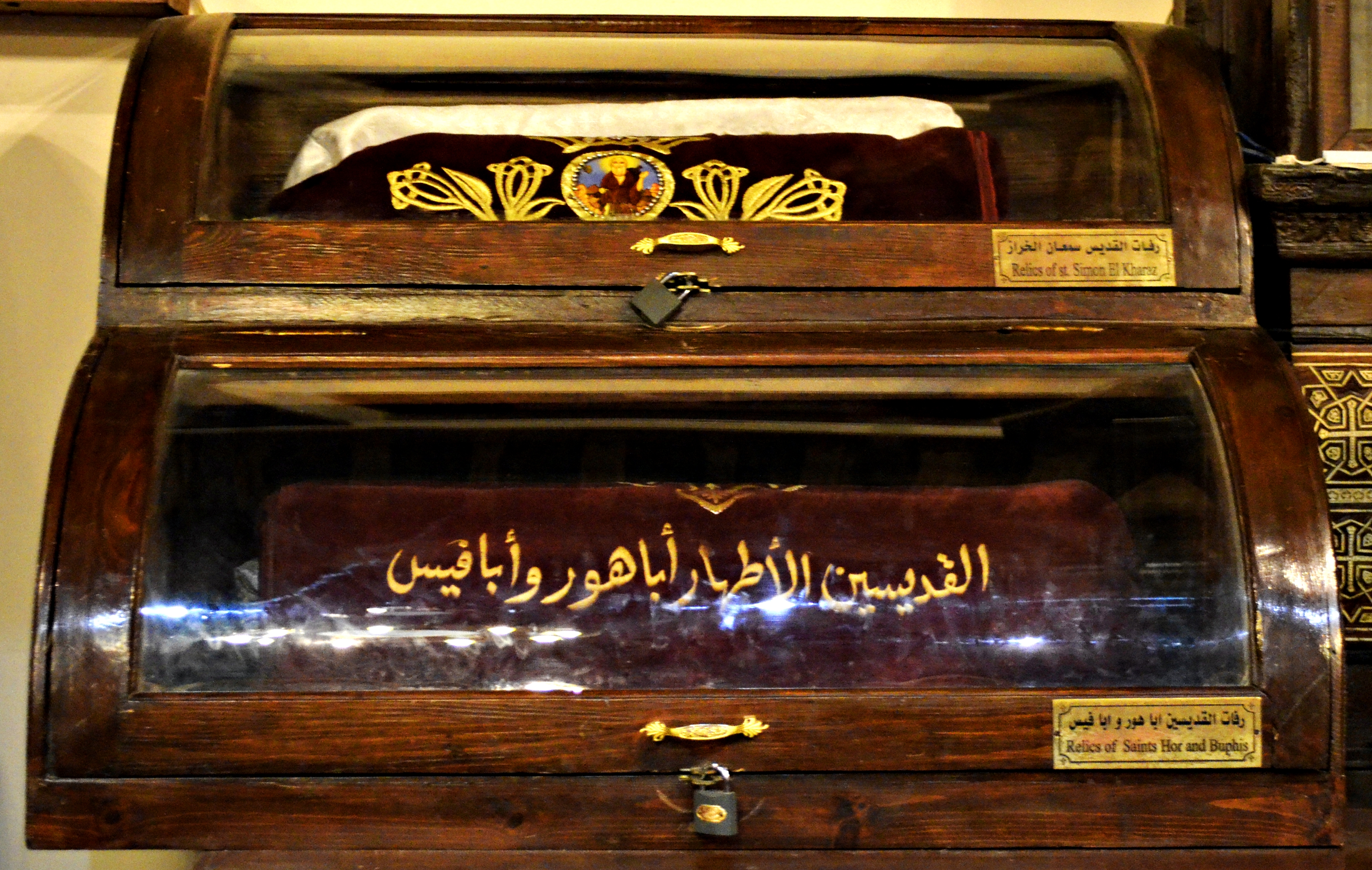
رفاة سمعان الخراز بضريحه بالقاهرة.

بين عامي 1989 و1991 قام كهنة وعلماء آثار أقباط بالبحث عن ذخائر الخراز. وتبين أن سمعان كان قد دفن في مقبرة الحبش في القاهرة القديمة. وخلال بحثهم تمكنوا من العثور على مايعتقد أنه الهيكل العظمي لسمعان الخراز وذلك في كنيسة القديسة مريم العذراء. وجد الهيكل بتاريخ 4 أغسطس/آب عام 1991 وهو تحت سطح أرضية الكنيسة بما يقارب المتر. كذلك وجد في الكنيسة رسم يصور البطريرك آبرام السرياني وبرفقته رجل أصلع يحمل جرتي ماء يرجح أنه سمعان فقد عرف عنه بأنه كان يقوم بنقل المياه إلى بيوت الفقراء. إضافة إلى ذلك فقد عثر بالقرب من الموقع أيضاً على وعاء يعود تاريخ صنعه لأكثر من ألف عام يظن أنه كان مملوكاً لسمعان الخراز الذي كان يقوم باستخدامه لنقل الماء، والوعاء محفوظ اليوم في كنيسة القديس سمعان في منطقة المقطم في القاهرة.

## أماكن العبادة المخصصة

### كاتدرائية مريم العذراء والقديس سمعان الخراز، القاهرة
إحداثيات:30°01′50″N 31°16′35″E / 30.030543°N 31.2765053°E

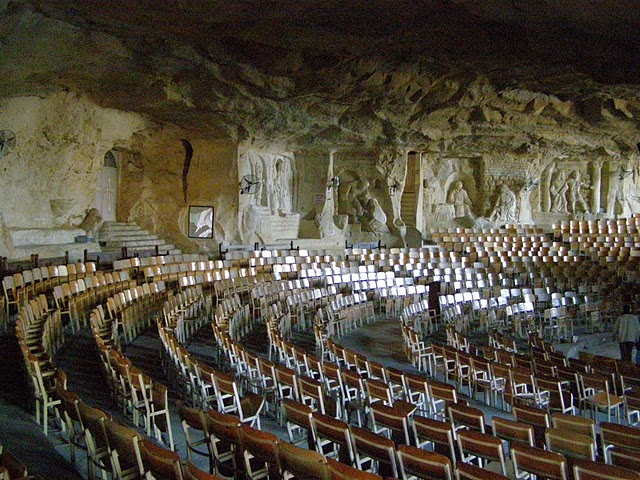
قاعة سمعان الخراز

كاتدرائية مريم العذراء وكاتدرائية القديس سمعان في دير مار سمعان الخراز نسخة محفوظة 6 يناير 2018 على موقع واي باك مشين. على الضفة الشرقية لنهر النيل خلف قرية الزبالين. قرية الزبالين حيث يعيش جامعو القمامة في القاهرة. في عام 1969 قرر محافظ القاهرة نقل كل جامعي القمامة إلى المقطم. في عام 1987 كان يعيش في قرية الزبالين حوالي 15000 نسمة. إن الوصول إلى الدير ليس بالأمر السهل؛ من الصعب الوصول إليه بسبب الاضطرار إلى المرور عبر قرية الزبالين.

### دير القديس سمعان بأسوان
لا يبدو أن دير القديس سمعان الخراز بأسوان له أي صلة مباشرة بالقديس سمعان. يمكن الوصول إليها إما بعبور الصحراء من قبة الهوى أو عن طريق الإبحار عبر النيل من أسوان ثم السير في وادي القرقور. تم تغيير اسم الدير، الذي كان في الأصل إلى الأنباء الحضرة الأسوان، إلى القديس سمعان الخراز. تم بنائه في القرن السابع وأعيد بناؤه في القرن العاشر. لكن بحلول القرن الثالث عشر، كان الدير في حالة خراب. كان هناك نقش عثر عليه هناك يقول إن معمر علي قد زار عام 1295 م، وعلى الرغم من أن الدير قد دمر، فقد تم الحفاظ على معالمه الرئيسية. كانت إحدى الكنائس في الدير تحتوي على العديد من النقوش القبطية بداخلها وكانت هناك ألواح من الحجارة توضح تاريخ العديد من الرهبان الذين عاشوا هناك.

## وصلات خارجية
- Simon the Shoemaker Orthodoxwiki.org